# Ilhas Cook nos Jogos Olímpicos de Verão de 2024
Ilhas Cook participaram dos Jogos Olímpicos de Verão de 2024 realizados em Paris, na França, entre 26 de julho e 11 de agosto de 2024. Foi a décima aparição consecutiva do país nos Jogos Olímpicos desde a estreia em Seul 1988.
Foi representado por dois atletas que competiram no atletismo e natação, mas nenhum conquistou medalhas.

## Competidores
Esta foi a participação por modalidade nesta edição:
| Esporte   | Masculino | Feminino | Total |
| --------- | --------- | -------- | ----- |
| Atletismo | 1         | 0        | 1     |
| Natação   | 0         | 1        | 1     |
| Total     | 1         | 1        | 2     |

## Desempenho

### Atletismo
Um corredor das Ilhas Cook competiu em Paris 2024, após receber as vagas de universalidade direta no seguinte evento: No entanto, ele desistiu antes da prova devido a uma lesão.
Masculino
Eventos de pista
| Atleta       | Evento | Bateria   | Bateria | Repescagem | Repescagem | Semifinal | Semifinal | Final     | Final | Ref.  |
| Atleta       | Evento | Resultado | Pos.    | Resultado  | Pos.       | Resultado | Pos.      | Resultado | Pos.  | Ref.  |
| ------------ | ------ | --------- | ------- | ---------- | ---------- | --------- | --------- | --------- | ----- | ----- |
| Alex Beddoes | 800 m  | DNS       | DNS     | DNS        | DNS        | DNS       | DNS       | DNS       | DNS   | [ 7 ] |

### Natação
Uma nadadora das Ilhas Cook competiu em Paris 2024.
Feminino
| Atleta           | Evento      | Eliminatórias | Eliminatórias | Semifinal   | Semifinal   | Final       | Final       | Ref.  |
| Atleta           | Evento      | Tempo         | Pos.          | Tempo       | Pos.        | Tempo       | Pos.        | Ref.  |
| ---------------- | ----------- | ------------- | ------------- | ----------- | ----------- | ----------- | ----------- | ----- |
| Lanihei Connolly | 100 m peito | 1:10.45       | 32            | Não avançou | Não avançou | Não avançou | Não avançou | [ 9 ] |